# Macromitrium brownii
Macromitrium brownii là một loài Rêu trong họ Orthotrichaceae. Loài này được (Schwägr.) Müll. Hal. mô tả khoa học đầu tiên năm 1845.